# Circonscriptions législatives russes
 (signalé en mai 2025).
Si vous disposez d'ouvrages ou d'articles de référence ou si vous connaissez des sites web de qualité traitant du thème abordé ici, merci de compléter l'article en donnant les références utiles à sa vérifiabilité et en les liant à la section « Notes et références ».
- Archive Wikiwix
- Bing
- Cairn
- DuckDuckGo
- E. Universalis
- Gallica
- Google
- G. Books
- G. News
- G. Scholar
- Persée
- Qwant
- (zh) Baidu
- (ru) Yandex
- (wd) trouver des œuvres sur Wikidata

Les 225 circonscriptions législatives en vigueur de 2015 à 2025.

Les circonscriptions législatives de la Douma d'État (en russe : Одномандатные округа на выборах в Государственную думу) sont des circonscriptions électorales dans lesquelles sont élus la moitié des députés de la chambre basse de l'Assemblée fédérale, actuellement la Douma d'État.
Chaque sujet russe contient au moins une circonscription, et aucune ne peut être à cheval sur plusieurs sujets. Des redécoupages ont lieu selon la loi fédérale tous les dix ans afin de suivre les évolutions démographiques du pays. L'actuel découpage est en vigueur depuis 2015, et court jusqu'en 2025.

Découpage en Russie européenne.

Certains sujets ne disposent que d'une circonscription électorale, tandis que Moscou, sujet le plus peuplé, en dispose quinze. La république de Sakha, plus grande subdivision au monde, est aussi la plus grande circonscription électorale au monde pour élire un député d'un parlement national.

## Liste

### Républiques
Adyguée
- Circonscription d'Adyguée (n ° 1)

République de l'Altaï
- Circonscription de l'Altaï (n ° 2)

Bachkirie
- Circonscription d'Oufa (n ° 3)

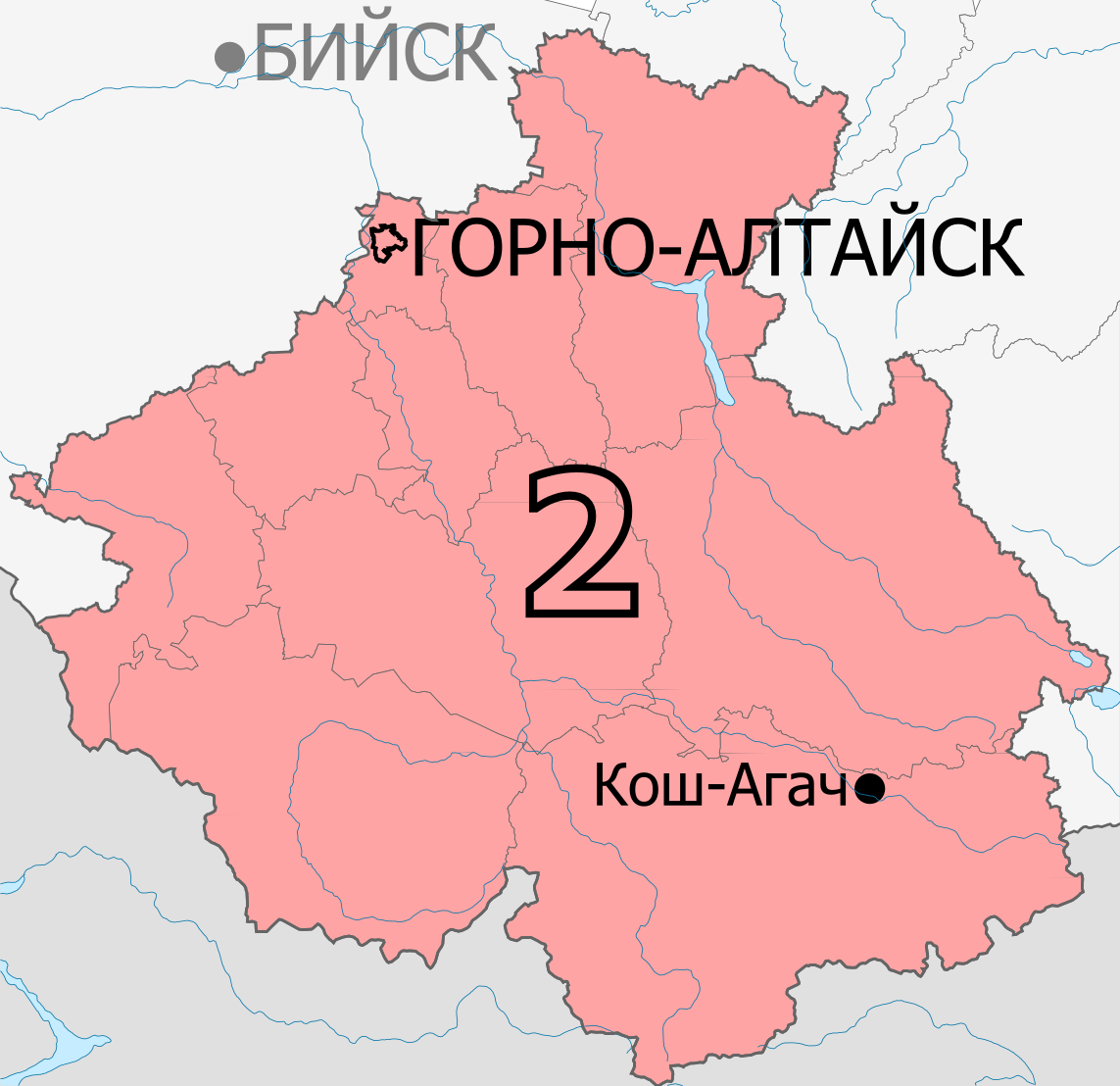
La république de l'Altaï forme une circonscription complète.

- Circonscription de Blagovechtchensk (n° 4)
- Circonscription de Beloretsk (n ° 5)
- Circonscription de Neftekamsk (n ° 6)
- Circonscription de Salavat (n° 7)
- Circonscription de Sterlitamak (n ° 8)

Bouriatie
- Circonscription de Bouriatie (n° 9)

Daghestan
- Circonscription Nord (n°10)
- Circonscription Centrale (n° 11)
- Circonscription Sud (n ° 12)

Ingouchie
- Circonscription d'Ingouchie (n° 13)

Kabardino-Balkarie
- Circonscription de Kabardino-Balkarie (n° 14)

Kalmoukie
- Circonscription de Kalmoukie(n ° 15)

Karatchaïévo-Tcherkessie
- Circonscription de Karatchaïévo-Tcherkessie (n ° 16)

République de Carélie
- Circonscription de Carélie (n ° 17)

République des Komis
- Circonscription de Syktyvkar (n ° 18)

République de Crimée
- Circonscription de Simféropol (n ° 19)
- Circonscription de Kertch (n° 20)
- Circonscription d'Eupatoria (n ° 21)

Mari El
- Circonscription de Mari El (n° 22)

Mordovie
- Circonscription de Mordovie (n ° 23)

Iakoutie
- Circonscription de Iakoutie (n ° 24)

Ossétie du Nord-Alanie
- Circonscription d'Ossétie du Nord (n ° 25)

Tatarstan
- Circonscription de Privoljsk (n ° 26)
- Circonscription de Moscou (n ° 27)
- Circonscription de Nijnekamsk (n° 28)
- Circonscription de Naberejnie Tchelny (n ° 29)
- Circonscription d'Almetievsk (n° 30)
- Circonscription Centrale (n ° 31)

Touva
- Circonscription de Touva (n ° 32)

République d'Oudmourtie
- Circonscription d'Oudmourtie (n ° 33)
- Circonscription d'Ijevsk (n ° 34)

Khakassie
- Circonscription de Khakassie (n ° 35)

Tchétchénie
- Circonscription de Tchétchénie (n° 36)

Tchouvachie
- Circonscription de Kanach (n ° 37)
- Circonscription de Tcheboksary (n ° 38)

### Kraïs
Kraï de l'Altaï
- Circonscription de Barnaoul (n ° 39)
- Circonscription de Routsovsk (n° 40)
- Circonscription de Biïsk (n ° 41)
- Circonscription de Slavgorod (n° 42)

Kraï de Transbaïkalie
- Circonscription de Tchita (n ° 43)
- Circonscription de Daourie (n ° 44)

Kraï du Kamtchatka
- Circonscription du Kamtchatka (n ° 45)

Kraï de Krasnodar

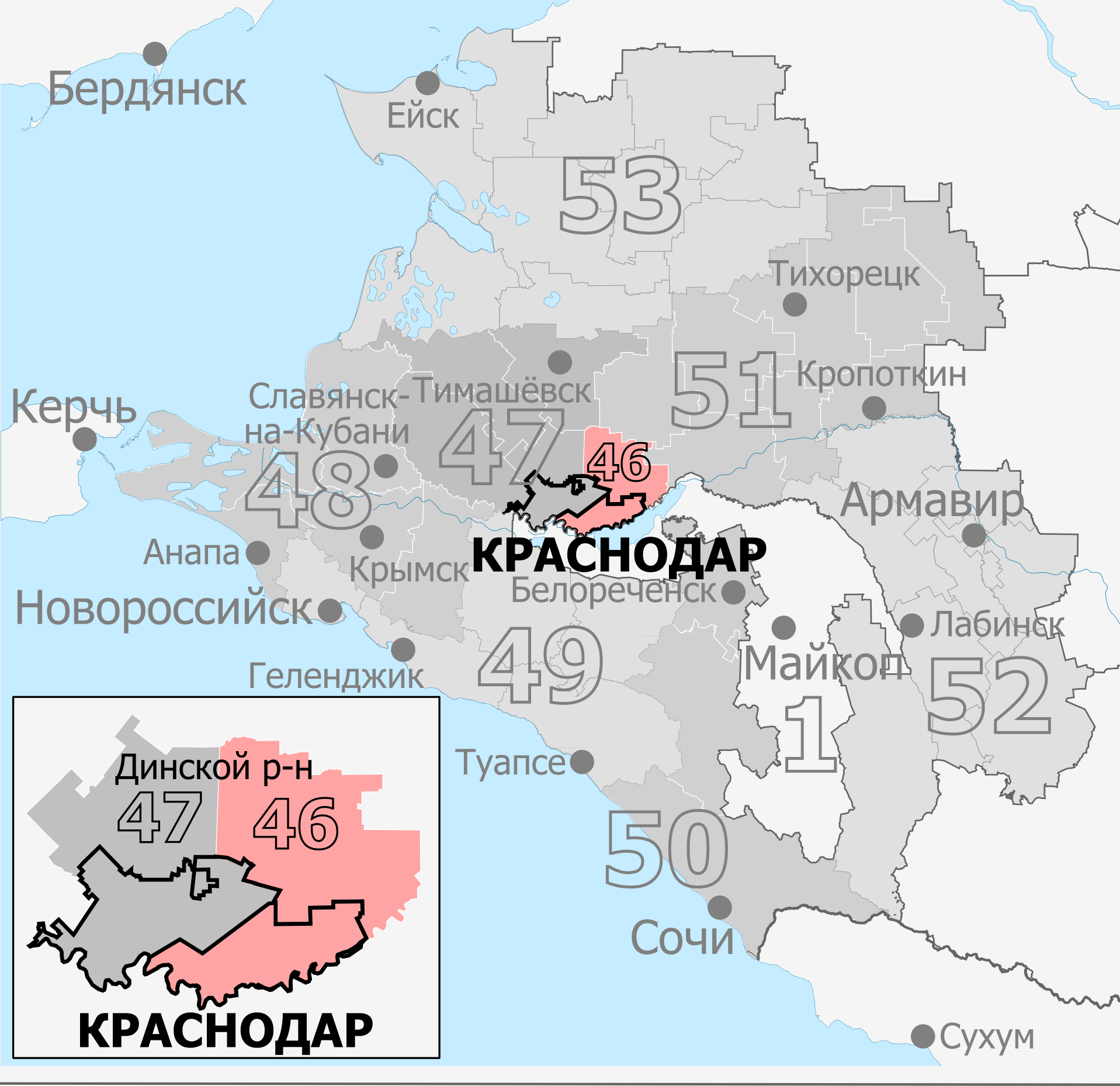
Le kraï de Krasnodar est l'un des sujets avec le plus de circonscriptions.

- Circonscription de Krasnodar (n ° 46)
- Circonscription de Krasnoarmeïsk (n ° 47)
- Circonscription de Slaviansk-na-Koubani (n ° 48)
- Circonscription de Touapsé (n ° 49)
- Circonscription de Sotchi (n ° 50)
- Circonscription de Tikhoretsk (n° 51)
- Circonscription d'Armavir (n° 52)
- Circonscription de Kanevskaïa (n ° 53)

Kraï de Krasnoïarsk
- Circonscription de Krasnoïarsk (n° 54)
- Circonscription Centrale (n° 55)
- Circonscription de Divnogorsk (n ° 56)
- Circonscription de Ienisseïsk (n° 57)

Kraï de Perm
- Circonscription de Perm (n ° 58)
- Circonscription de Tchoussovoï (n ° 59)
- Circonscription de Koungour (n ° 60)
- Circonscription de Koudymkar (n ° 61)

Primorsky Krai
- Circonscription de Vladivostok (n ° 62)
- Circonscription d'Artiom (n ° 63)
- Circonscription d'Arseniev (n° 64)

Kraï de Stavropol
- Circonscription de Stavropol (n ° 65)
- Circonscription de Nevinnomyssk (n° 66)
- Circonscription de Mineralnye Vody (n ° 67)
- Circonscription de Georguievsk (n ° 68)

Kraï de Khabarovsk
- Circonscription de Khabarovsk (n° 69)
- Circonscription de Komsomolsk-na-Amure (n° 70)

### Oblasts
Oblast de l'Amour
- Circonscription de l'Amour (n°71)

Oblast d'Arkhangelsk
- Circonscription d'Arkhangelsk (n ° 72)
- Circonscription de Kotlas (n°73)

Oblast d'Astrakhan
- Circonscription d'Astrakhan (n ° 74)

Oblast de Belgorod
- Circonscription de Belgorod (n°75)
- Circonscription de Stary Oskol (n ° 76)

Oblast de Briansk
- Circonscription de Briansk (n ° 77)
- Circonscription d'Ounetcha (n ° 78)

Oblast de Vladimir
- Circonscription de Vladimir (n ° 79)
- Circonscription de Souzdal (n ° 80)

Oblast de Volgograd
- Circonscription de Volgograd (n ° 81)
- Circonscription de Krasnoarmeïsk (n ° 82)
- Circonscription de Mikhaïlovka (n ° 83)
- Circonscription de Voljski (n ° 84)

Oblast de Vologda
- Circonscription de Vologda (n ° 85)
- Circonscription de Tcherepovets (n ° 86)

Oblast de Voronej
- Circonscription de Voronej (n ° 87)
- Circonscription de Pravoberezhny (n ° 88)
- Circonscription d'Anna (n ° 89)
- Circonscription de Pavlovsky (n ° 90)

Oblast d'Ivanovo
- Circonscription d'Ivanovo (n° 91)
- Circonscription de Kineshma (n ° 92)

Oblast d'Irkoustsk
- Circonscription d'Irkoutsk (n° 93)
- Circonscription d'Angarsk (n ° 94)
- Circonscription de Chelekhov (n ° 95)
- Circonscription de Bratsk (n ° 96)

Oblast de Kaliningrad
- Circonscription de Kaliningrad (n° 97)
- Circonscription Centrale (n ° 98)

Oblast de Kalouga
- Circonscription de Kalouga (n ° 99)
- Circonscription d'Obninsk (n° 100)

Oblast de Kemerovo-Kouzbass
- Circonscription de Kemerovo (n° 101)
- Circonscription de Prokopievsk (n° 102)
- Circonscription de Zavodskoï (n° 103)
- Circonscription de Novokouznetsk (n° 104)

Oblast de Kirov
- Circonscription de Kirov (n° 105)
- Circonscription de Kirovo-Tchepetsk (n° 106)

Oblast de Kostroma
- Circonscription de Kostroma (n ° 107)

Oblast de Kourgan
- Circonscription de Kourgan (n ° 108)

Oblast de Koursk
- Circonscription de Koursk (n° 109)
- Circonscription de Seïmski (n ° 110)

Oblast de Léningrad
- Circonscription de Vsevolojsk (n ° 111)
- Circonscription de Kingissepp (n°112)
- Circonscription de Volkhov (n ° 113)

Oblast de Lipetsk
- Circonscription de Lipetsk (n ° 114)
- Circonscription de Levoberejny (n ° 115)

Oblast de Magadan
- Circonscription de Magadan (n°116)

Oblast de Moscou

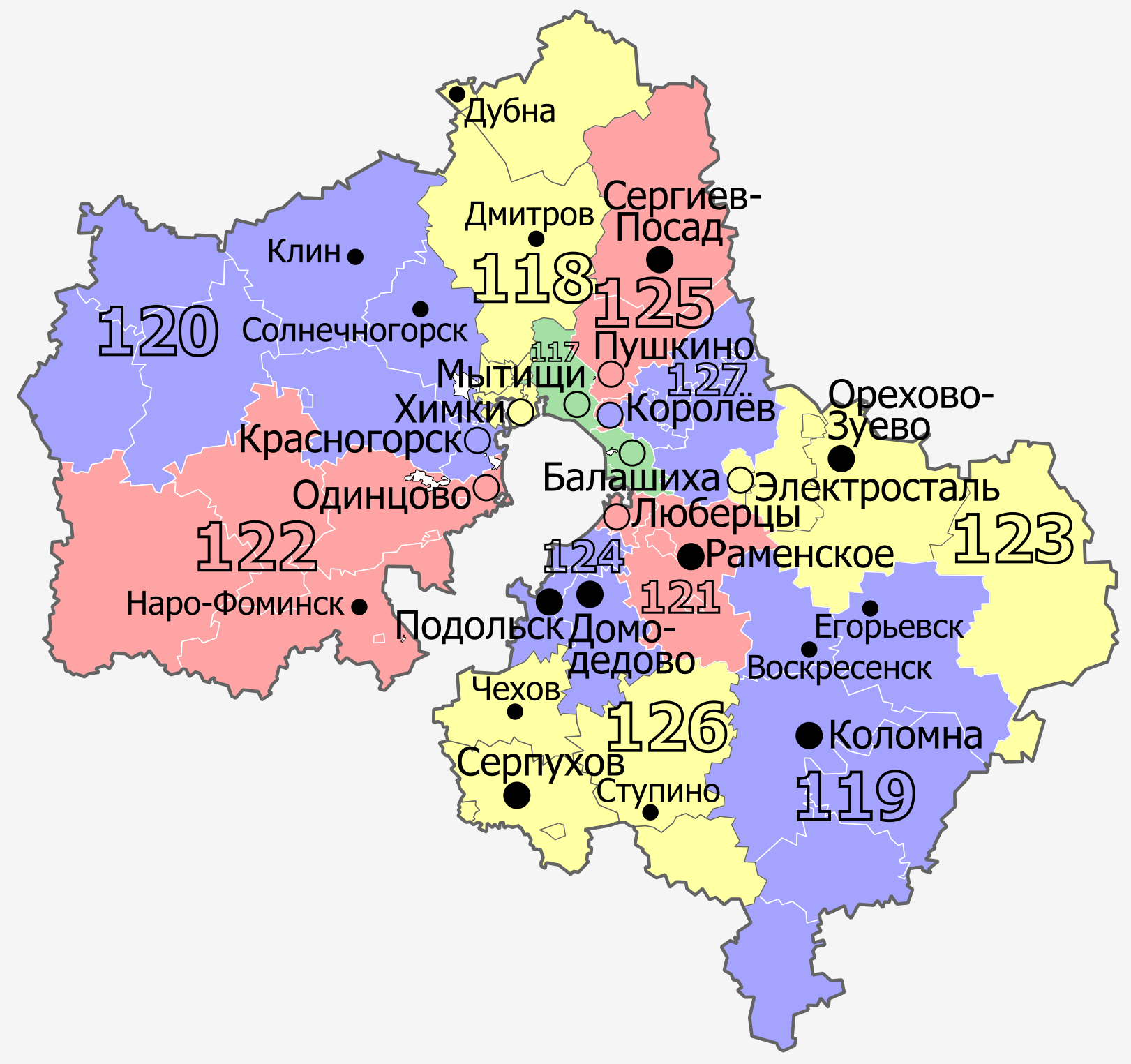
Découpage de l'oblast de Moscou.

- Circonscription de Balachikha (n ° 117)
- Circonscription de Dmitrov (n° 118)
- Circonscription de Kolomna (n° 119)
- Circonscription de Krasnogorsk (n° 120)
- Circonscription de Lioubertsy (n ° 121)
- Circonscription d'Odintsovo (n° 122)
- Circonscription d'Orekhovo-Zouïevo (n° 123)
- Circonscription de Podolsk (n° 124)
- Circonscription de Serguiev Possad (n° 125)
- Circonscription de Serpoukhov (n° 126)
- Circonscription de Chtchiolkovo (n ° 127)

Oblast de Mourmansk
- Circonscription de Mourmansk (n° 128)

Oblast de Nijni Novgorod
- Circonscription de Nijni Novgorod (n° 129)
- Circonscription de Priokski (n ° 130)
- Circonscription d'Avtozavodski (n ° 131)
- Circonscription de Kanavino (n° 132)
- Circonscription de Bor (n°133)

Oblast de Novgorod
- Circonscription de Novgorod (n° 134)

Oblast de Novossibirsk
- Circonscription de Novossibirsk (n° 135)
- Circonscription centrale (n° 136)
- Circonscription d'Iskitim (n° 137)
- Circonscription de Barabinsk (n° 138)

Oblast d'Omsk
- Circonscription d'Omsk (n° 139)
- Circonscription de Moskalenki (n° 140)
- Circonscription Lioubinski (n ° 141)

Oblast d'Orenbourg
- Circonscription d'Orenbourg (n° 142)
- Circonscription de Bougourouslan (n ° 143)
- Circonscription d'Orsk (n° 144)

Oblast d'Orel
- Circonscription d'Orel (n ° 145)

Oblast de Penza
- Circonscription de Penza (n ° 146)
- Circonscription de Lermontovski (n ° 147)

Oblast de Pskov
- Circonscription de Pskov (n° 148)

Oblast de Rostov
- Circonscription de Rostov (n ° 149)
- Circonscription de Nijnedonskoï (n ° 150)
- Circonscription de Taganrog (n ° 151)
- Circonscription Sud (n ° 152)
- Circonscription de Belaïa Kalitva (n ° 153)
- Circonscription de Chakhti (n ° 154)
- Circonscription de Volgodonsk (n° 155)

Oblast de Riazan
- Circonscription de Riazan (n ° 156)
- Circonscription de Skopine (n° 157)

Oblast de Samara
- Circonscription de Samara (n ° 158)
- Circonscription de Togliatti (n ° 159)
- Circonscription de Krasnoglinski (n° 160)
- Circonscription de Jigouliovsk (n ° 161)
- Circonscription de Promychlenni (n ° 162)

Oblast de Saratov
- Circonscription de Saratov (n ° 163)
- Circonscription de Balakovo (n° 164)
- Circonscription de Balachov (n ° 165)
- Circonscription d'Engels (n° 166)

Oblast de Sakhaline
- Circonscription de Sakhaline (n° 167)

Oblast de Sverdlovsk
- Circonscription de Sverdlovsk (n° 168)
- Circonscription de Kamensk-Ouralski (n° 169)
- Circonscription de Beriozovski (n ° 170)
- Circonscription de Nijni Taguil (n ° 171)
- Circonscription d'Asbest (n°172)
- Circonscription de Pervouralsk (n° 173)
- Circonscription de Serov (n ° 174)

Oblast de Smolensk
- Circonscription de Smolensk (n° 175)
- Circonscription de Roslavl (n° 176)

Oblast de Tambov
- Circonscription de Tambov (n° 177)
- Circonscription de Rasskazovo (n° 178)

Oblast de Tver
- Circonscription de Tver (n° 179)
- Circonscription de Zavolzhsky (n ° 180)

Oblast de Tomsk
- Circonscription de Tomsk (n° 181)
- Circonscription de l'Ob (n°182)

Oblast de Toula
- Circonscription de Toula (n ° 183)
- Circonscription de Novomoskovsk (n° 184)

Oblast de Tioumen
- Circonscription de Tioumen (n ° 185)
- Circonscription de Zavodoukovsk (n° 186)

Oblast d'Oulianovsk
- Circonscription d'Oulianovsk (n° 187)
- Circonscription de Radichtchevo (n° 188)

Oblast de Tcheliabinsk
- Circonscription de Tcheliabinsk (n° 189)
- Circonscription de Metallourguitcheski (n ° 190)
- Circonscription de Korkino (n° 191)
- Circonscription de Magnitogorsk (n° 192)
- Circonscription de Zlatoust (n° 193)

Oblast de Iaroslavl
- Circonscription de Iaroslavl (n° 194)
- Circonscription de Rostov (n ° 195)

### Villes fédérales
Ville fédérale de Moscou

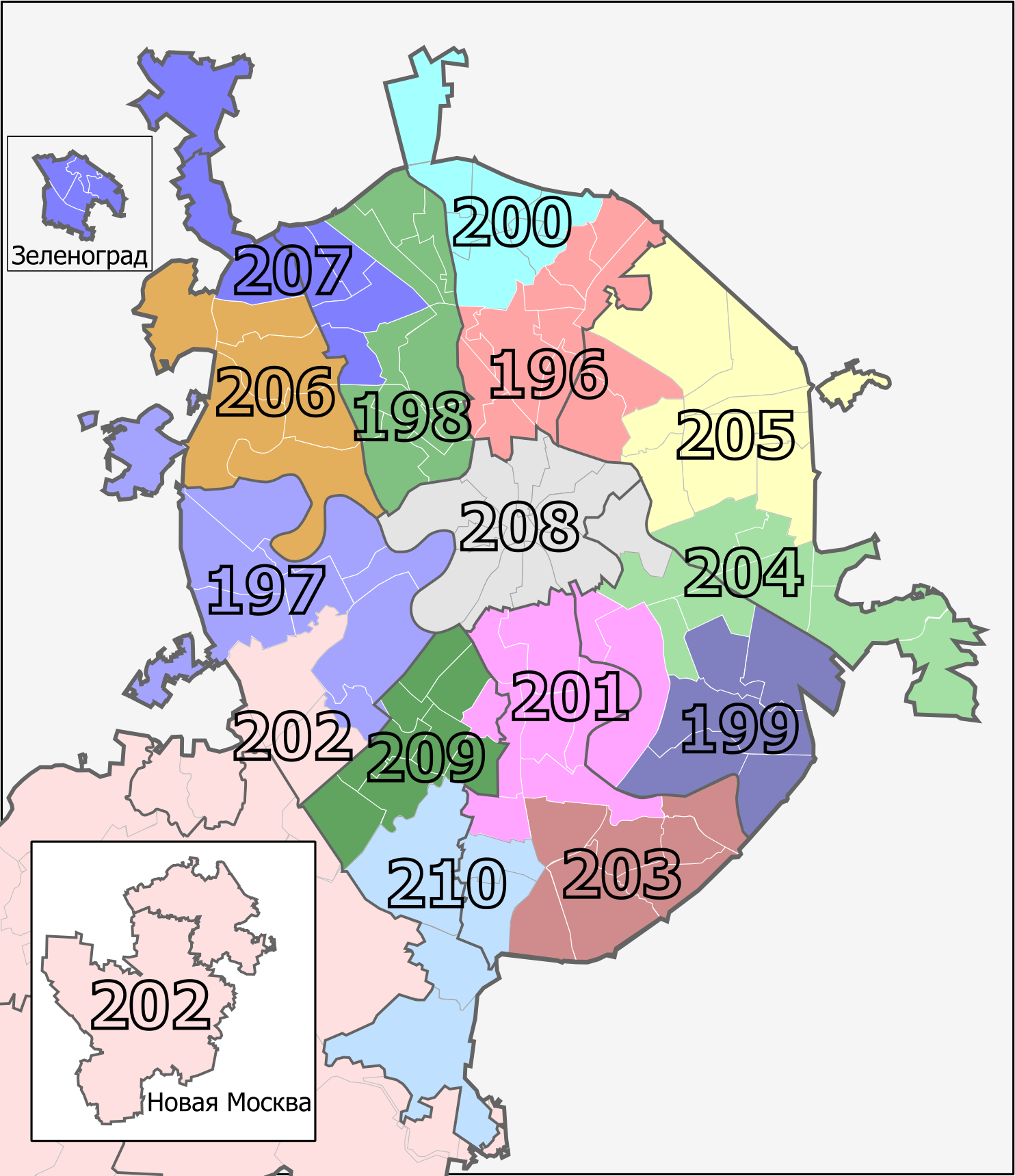
Découpage de Moscou.

- Circonscription de Babouchkinski (n ° 196)
- Circonscription de Kountsevo (n° 197)
- Circonscription de Léningrad (n ° 198)
- Circonscription de Lioublino (n ° 199)
- Circonscription de Medvedkovo (n ° 200)
- Circonscription de Nagatinski (n° 201)
- Nouvelle circonscription de Moscou (n° 202)
- Circonscription d'Orekhovo-Borissovo (n ° 203)
- Circonscription de Perovo (n ° 204)
- Circonscription de Preobrajenskoïe (n ° 205)
- Circonscription de Touchino (n ° 206)
- Circonscription de Khovrino (n ° 207)
- Circonscription Centrale (n° 208)
- Circonscription de Tcheriomouchki (n ° 209)
- Circonscription de Tchertanovo (n ° 210)

Ville fédérale de Saint-Pétersbourg
- Circonscription de l'Est (n ° 211)
- Circonscription de l'Ouest (n ° 212)
- Circonscription Nord (n° 213)

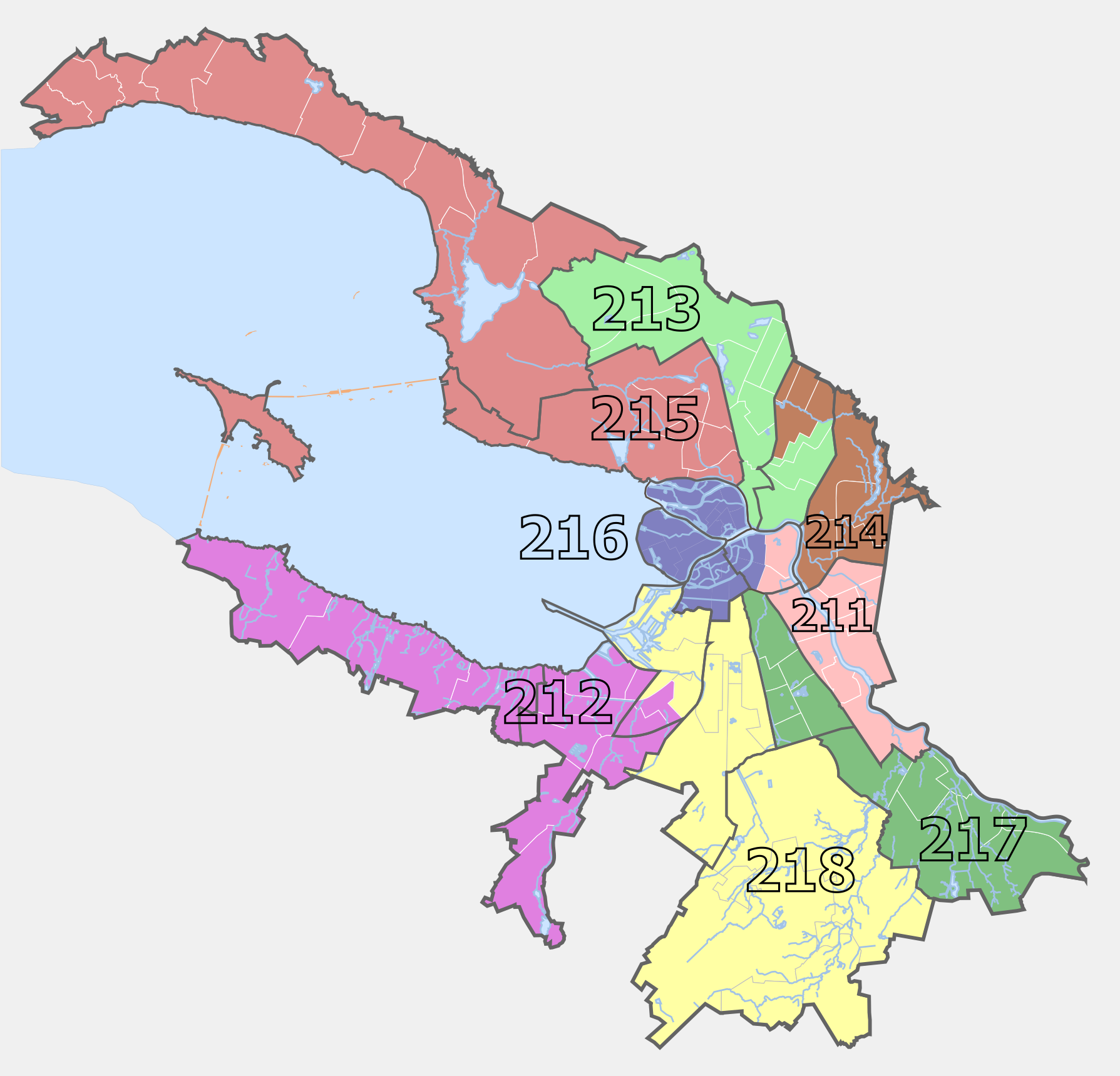
Découpage de Saint-Pétersbourg.

- Circonscription du Nord-Est (n ° 214)
- Circonscription du Nord-Ouest (n ° 215)
- Circonscription Centrale (n° 216)
- Circonscription Sud-Est (n° 217)
- CirconscriptionSud (n ° 218)

Ville fédérale de Sébastopol
- Circonscription de Sébastopol (n° 219)

### Oblast autonome
Oblast autonome juif
- Circonscription juive (n ° 220)

### Okrougs autonomes
Nénétsie
- Circonscription Nenets (n ° 221)

Khantys-Mansis
- Circonscription de Khanty-Mansiïsk (n ° 222)
- Circonscription de Nijnevartovsk (n° 223)

Tchoukotka
- Circonscription de Tchoukotka (n ° 224)

Iamalie
- Circonscription de Iamalo-Nénétsie (n ° 225)

## Redécoupage
Les circonscriptions sont créées et leurs limites tracées par la Commission électorale centrale. Selon la loi fédérale, le découpage des circonscriptions doit être utilisé pendant 10 ans.
Le découpage 2015-2025 a été créée sur la base qu'il y a 109 902 583 électeurs dans toute la Russie.
Le nombre de circonscriptions auxquelles un sujet fédéral a droit est déterminé à l'aide du quota de Hare (en). En divisant le nombre total d'électeurs en Russie (109 902 583) par 225 (le nombre total de députés, élus dans des circonscriptions uninominales), il est obtenu 488 455,924, le nombre moyen souhaité d'électeurs dans une circonscription, également connu sous le nom de « norme gouvernementale » (GN). L'étape suivante consiste à diviser le nombre d'électeurs d'un sujet fédéral par la norme, puis à arrondir au nombre entier inférieur. Si le reste est important, alors le sujet fédéral reçoit une circonscription supplémentaire.
Exemples :
| Sujet fédéral          | Nombre d'électeurs dans le sujet fédéral | Nombre d'électeurs dans un sujet fédéral ÷ GN | Nombre provisoire de circonscriptions | Reste | Nombre supplémentaire de circonscriptions | Nombre définitif de circonscriptions |
| ---------------------- | ---------------------------------------- | --------------------------------------------- | ------------------------------------- | ----- | ----------------------------------------- | ------------------------------------ |
| Carélie                | 540 436                                  | 1,106                                         | 1                                     | 0,106 | 0                                         | 1                                    |
| Oblast de Tomsk        | 767 847                                  | 1,572                                         | 1                                     | 0,572 | 1                                         | 2                                    |
| Daghestan              | 1 626 829                                | 3,331                                         | 3                                     | 0,331 | 0                                         | 3                                    |
| Kraï de l'Altaï        | 1 899 225                                | 3,888                                         | 3                                     | 0,888 | 1                                         | 4                                    |
| Oblast de Tcheliabinsk | 2 715 204                                | 5,559                                         | 5                                     | 0,559 | 0                                         | 5                                    |
| Moscou                 | 7 318 019                                | 14,982                                        | 14                                    | 0,982 | 1                                         | 15                                   |

### Gerrymandering

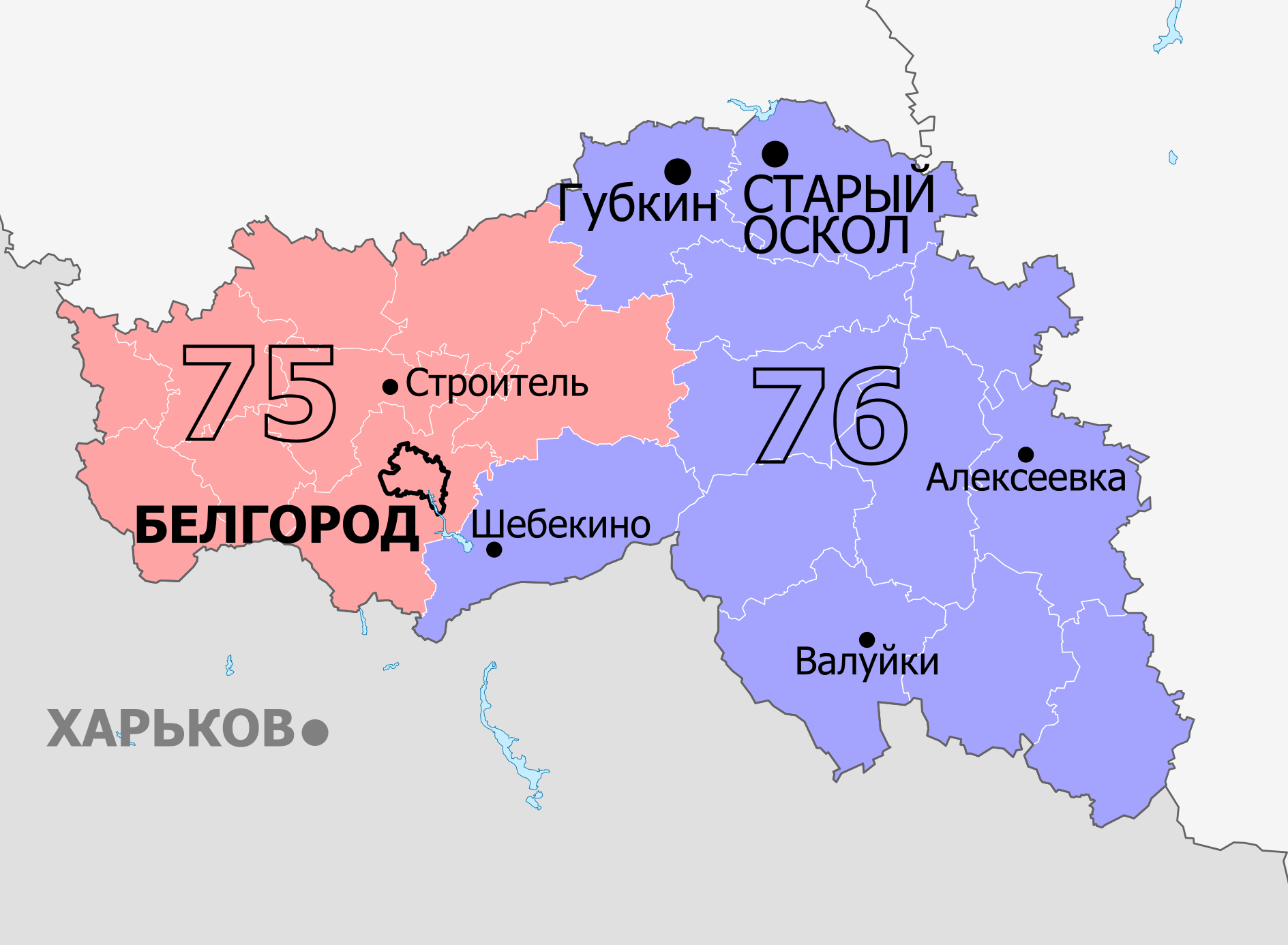
L'oblast de Belgorod ne subit lui pas de gerrymandering.

Le système du gerrymandering, ou découpage électoral partisan, est courant en Russie, et ce système s'appelle le « lepestkovy » (en russe : лепестковый). Le découpage partisan implique habituellement la division des capitales régionales, à tendances libérales, dans plusieurs circonscriptions afin de les associer à une population rurale, à tendance conservatrice, plus importante.

Exemples
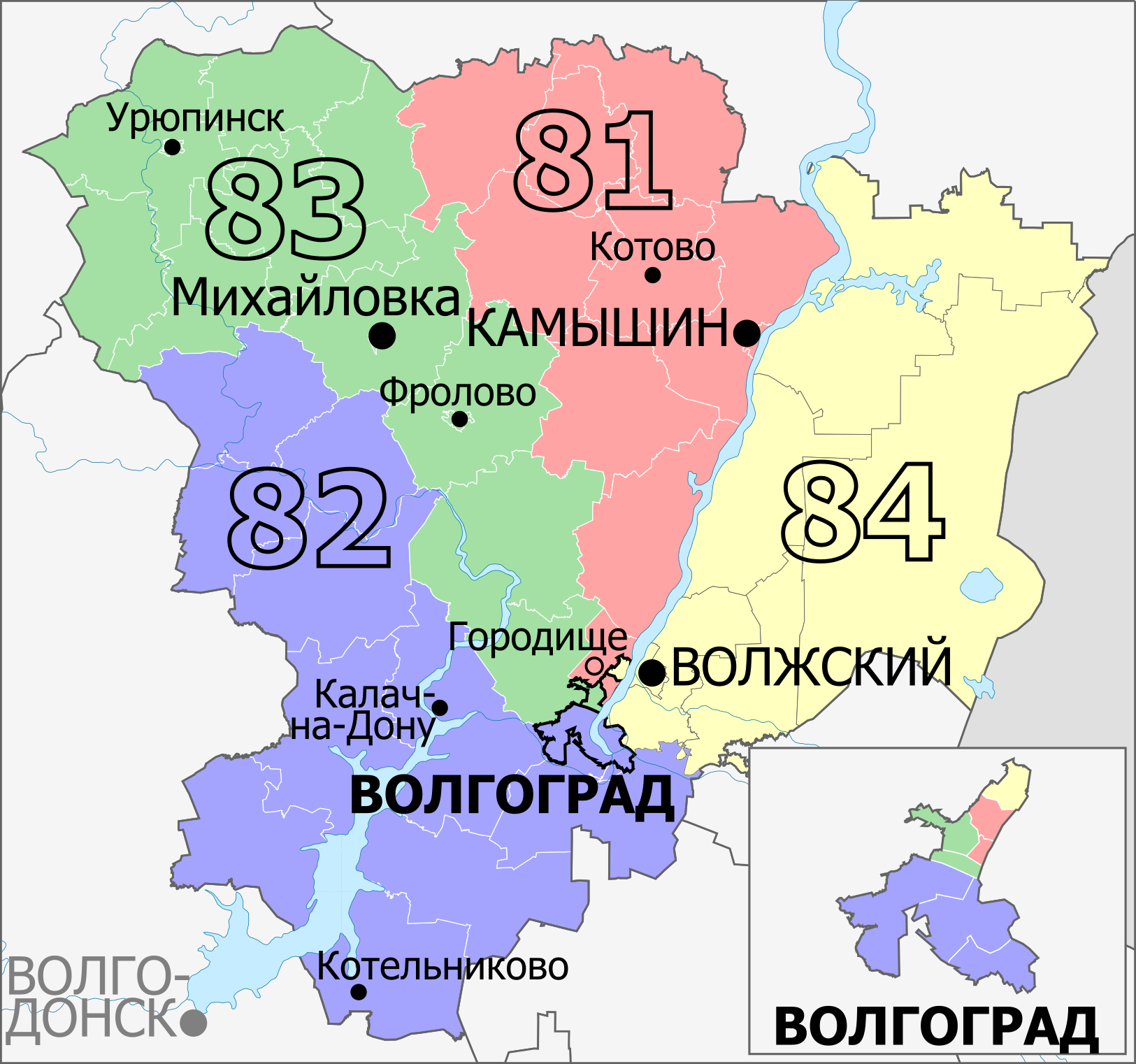
La ville de Volgograd est un excellent exemple, répartie dans quatre circonscriptions.
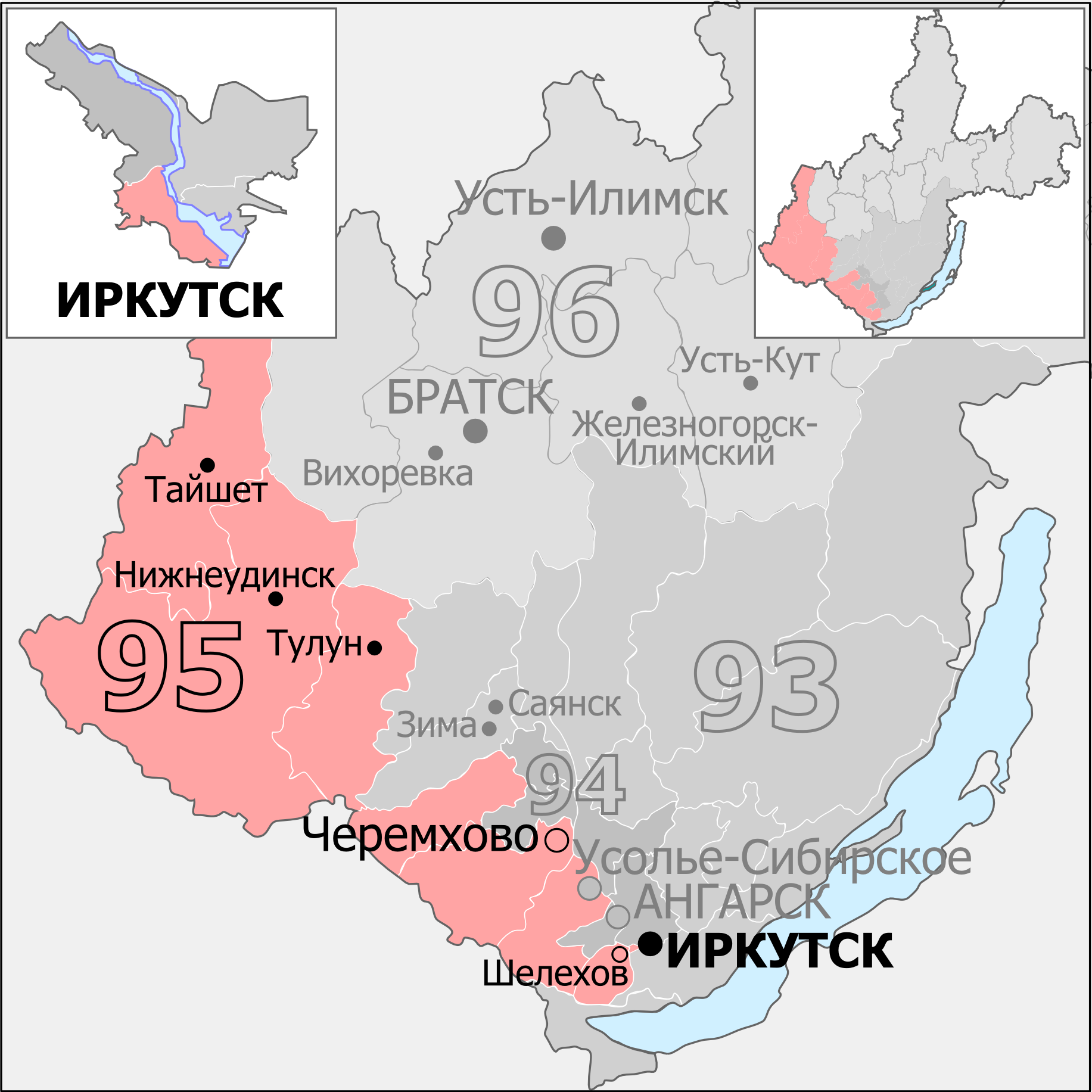
Irkoutsk fait partie de trois circonscriptions.
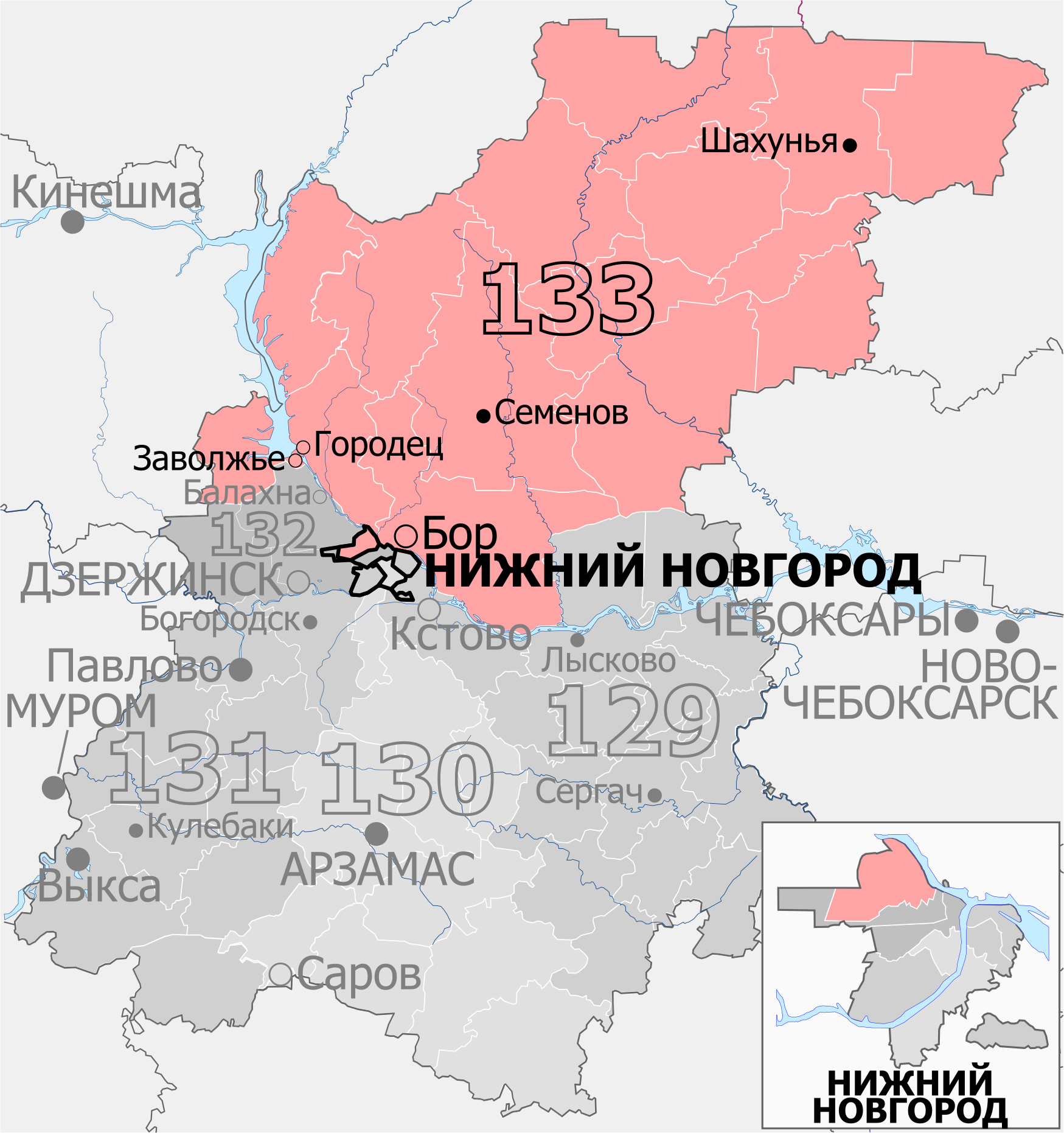
Nijni Novgorod est un record, cinq circonscriptions y convergent.
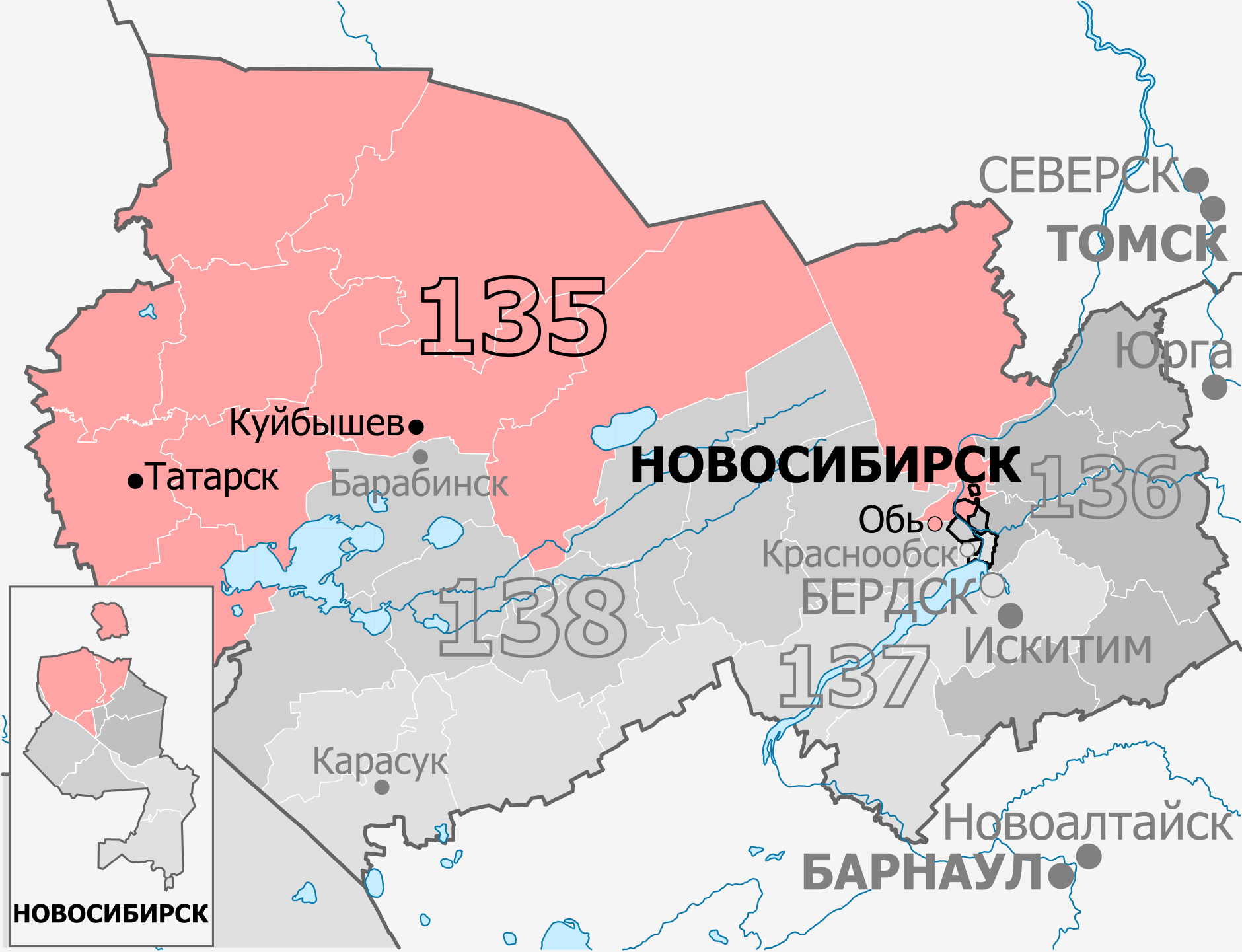
Novossibirsk est découpé dans quatre circonscriptions.

## Résultats
Seuls les résultats par circonscription ont été affichés :
Élections législatives russes de 2016 :
| Parti                     | Parti                                             | Circonscriptions | Circonscriptions | Circonscriptions |
| Parti                     | Parti                                             | Voix             | %                | Sièges           |
| ------------------------- | ------------------------------------------------- | ---------------- | ---------------- | ---------------- |
|                           | Russie unie                                       | 25 162 770       | 48,42            | 203              |
|                           | Parti communiste de la fédération de Russie       | 6 492 145        | 12,93            | 7                |
|                           | Parti libéral-démocrate de Russie                 | 5 064 794        | 9,75             | 5                |
|                           | Russie juste                                      | 5 017 645        | 9,66             | 7                |
|                           | Communistes de Russie                             | 1 847 824        | 3,56             | 0                |
|                           | Iabloko                                           | 1 323 793        | 2,55             | 0                |
|                           | Parti russe des retraités pour la justice sociale |                  |                  |                  |
|                           | Rodina                                            | 1 241 642        | 2,39             | 1                |
|                           | Parti de la croissance                            | 1 171 259        | 2,25             | 0                |
|                           | Parti écologiste russe « Les Verts »              | 770 076          | 1,48             | 0                |
|                           | Parti de la liberté du peuple                     | 530 862          | 1,02             | 0                |
|                           | Patriotes de Russie                               | 704 197          | 1,36             | 0                |
|                           | Plateforme civique                                | 364 100          | 0,70             | 1                |
|                           | Pouvoir civil                                     | 79 922           | 0,15             | 0                |
|                           | Indépendants                                      | 429 051          | 0,83             | 1                |
| Suffrages exprimés        | Suffrages exprimés                                | 50 200 080       | 96,60            |                  |
| Votes blancs et invalides | Votes blancs et invalides                         | 1 767 725        | 3,40             |                  |
| Total                     | Total                                             | 51 967 805       | 100              | 225              |
| Abstentions               | Abstentions                                       | 57 668 989       | 52,60            |                  |
| Inscrits / participation  | Inscrits / participation                          | 109 636 794      | 47,40            |                  |

Élections législatives russes de 2021
| Partis                    | Partis                                      | Circonscriptions | Circonscriptions | Circonscriptions |
| Partis                    | Partis                                      | Voix             | %                | Sièges           |
| ------------------------- | ------------------------------------------- | ---------------- | ---------------- | ---------------- |
|                           | Russie unie (ER)                            | 25 201 048       | 45,86            | 198              |
|                           | Parti communiste (KPRF)                     | 8 984 506        | 16,35            | 9                |
|                           | Parti libéral-démocrate (LDPR)              | 3 234 113        | 5,89             | 2                |
|                           | Russie juste (SRZP)                         | 4 882 518        | 8,78             | 8                |
|                           | Nouvelles personnes (NL)                    | 2 684 082        | 4,88             | 0                |
|                           | Retraités pour la justice sociale (RPPSS)   | 1 969 986        | 3,58             | 0                |
|                           | Iabloko                                     | 1 091 837        | 1,99             | 0                |
|                           | Communistes de Russie (KPKR)                | 1 639 774        | 2,98             | 0                |
|                           | Parti écologiste russe « Les Verts » (REP)  | 541 289          | 0,98             | 0                |
|                           | Rodina                                      | 829 303          | 1,51             | 1                |
|                           | Parti de la liberté et de la justice (RPSS) | 372 867          | 0,68             | 0                |
|                           | Alternative verte (ZA)                      | 120 137          | 0,22             | 0                |
|                           | Parti de la croissance (PR)                 | 515 020          | 0,94             | 1                |
|                           | Plateforme civique (GP)                     | 386 663          | 0,70             | 1                |
|                           | Indépendants                                | 1 913 578        | 3,48             | 5                |
| Suffrages exprimés        | Suffrages exprimés                          | 54 366 721       | 96,60            |                  |
| Votes blancs et invalides | Votes blancs et invalides                   | 1 913 578        | 3,40             |                  |
| Total                     | Total                                       | 56 280 299       | 100              | 225              |
| Abstentions               | Abstentions                                 | 51 950 786       | 48,00            |                  |
| Inscrits / participation  | Inscrits / participation                    | 108 231 085      | 52,00            |                  |